# Oleg Tinkov
 (septembre 2008).
Si vous disposez d'ouvrages ou d'articles de référence ou si vous connaissez des sites web de qualité traitant du thème abordé ici, merci de compléter l'article en donnant les références utiles à sa vérifiabilité et en les liant à la section « Notes et références ».
Oleg Iourievitch Tinkov (en russe : Олег Юрьевич Тиньков ; né le 25 décembre 1967 à Polyssaïevo, en Russie) est un homme d'affaires et milliardaire chypriote, né russe, fondateur de la brasserie Tinkoff et de la banque en ligne Tinkoff Bank.

## Biographie

### Famille et formation
Oleg Tinkoff est né dans la ville de Polyssaïevo, dans le district de Leninsk-Kouznetski dans la région de Kemerovo. Son père était mineur et sa mère couturière.
En 1988, Oleg Tinkoff entre à l'Institut des mines, à Saint-Pétersbourg, où il fait trois ans d'études. En 1999, il poursuit ses études à l'université de Californie à Berkeley et suit un programme de marketing de six mois,.

### Carrière
En 1998, il revient en Russie et ouvre son premier restaurant microbrasserie à Saint-Pétersbourg.
Il fonde les sociétés Daria (produits surgelés), Tinkoff Beer et Tinkoff Restaurants.
En 2001, la société Daria est revendue à la holding Planet Management LLC, gérée par Roman Abramovitch et Andrew Bloch pour 21 millions de dollars, dont 7 ont servi à payer un crédit.
Il revend ses sociétés liées à la brasserie en 2005, et fonde en 2006 Tinkoff Bank. Il est président de TCS Group Holding Plc.
En 2016, il lance une chaine d'hôtels de luxe en France, Italie et Russie sous le nom "La Datcha",.

### Sponsor dans le cyclisme
Amateur de cyclisme, il crée en 2006 l'équipe de cyclisme Tinkoff Restaurants. L'année suivante, l'équipe passe à l'échelon continentale pro sous le nom Tinkoff Credit Systems. Enfin, en 2009, l'équipe accède au Pro Tour sous le nom Katusha. Tinkov est alors évincé de l'équipe.
Il est de retour dans le cyclisme en 2012 en devenant co-sponsor de l'équipe Saxo Bank à partir du Tour de France jusqu'à la fin de la saison 2013. Le nom devient Saxo Bank-Tinkoff Bank.
Le 2 décembre 2013, Oleg Tinkov devient propriétaire à 100 % de l'équipe Saxo Bank. L'équipe s'arrête en 2016.

### Vie privée
Oleg Tinkov rencontre à l'université une jeune femme estonienne, Rina Vosman. Le mariage a lieu en juin 2009, après vingt ans de vie commune. Leur fille Daria a étudié à l'université d'Oxford. Il a deux fils, Pasha et Roman.
Il est futur propriétaire d'un yacht brise-glace nommé La Datcha d'une longueur de 77 m. Le bateau transportera deux hélicoptères et un sous-marin.
En 2017, il renonce à sa citoyenneté américaine. Tinkov est l'un des nombreux oligarques russes nommés dans la loi intitulée Countering America's Adversaries Through Sanctions Act, signée par le président des États-Unis Donald Trump en 2017.
Début mai 2020, il révèle souffrir d'une leucémie aiguë, à l'âge de 52 ans, et est sous traitement médicalisé à Londres.
Le 31 octobre 2022, il renonce à sa nationalité russe à la suite de son opposition à la guerre d'Ukraine et la politique de Vladimir Poutine. À la suite de cela, il est déclaré « agent de l'étranger » par les autorités russes en février 2024.